# The O.C. (2.ª temporada)
A segunda temporada de The O.C. começou a ser exibida nos Estados Unidos em 5 de novembro de 2004, concluída em 19 de maio de 2005, e consiste em 24 episódios. Foi ao ar nos EUA às quinta-feiras às 9:00 da noite na FOX. Além dos 24 episódios regulares, dois episódios especiais foram ao ar antes da estreia da temporada. "The OC.: Obsess Completely" documentou a influência da série na cultura pop em seu primeiro ano. Na semana seguinte, "Welcome to The O.C.: A Day in the Life", forneceu uma olhada nos bastidores da série.
Continuando as histórias sobre os personagens que moram em Newport Beach, a segunda temporada seria "não mais sobre o passado de Ryan; agora seria sobre o futuro de Ryan", disse Josh Schwartz, criador de The O.C.. Schwartz acrescentou que esta temporada iria "desacelerar um pouco a narrativa (...) e evoluir os personagens". O foco da série esteve nos desenvolvimentos românticos entre Ryan e Marissa, e Seth e Summer, enquanto Sandy e Kirsten enfrentam escolhas que poderiam arruinar seu casamento de 20 anos, o passado de Julie volta para assombrá-la, e o irmão de Ryan, Trey, tenta viver em Newport.
A temporada foi lançada em DVD como um box set de sete discos sob o título de The O.C.: The Complete Second Season em 23 de agosto de 2005 pela Warner Bros Home Video. Em 7 de setembro de 2008, a temporada ficou disponível para compra para usuários registrados da iTunes Store dos EUA.

## Equipe técnica
A temporada foi produzida pela Warner Bros. Television, Wonderland Sound and Vision e College Hill Pictures, Inc. (agora Fake Empire Productions). Os produtores executivos foram o criador Josh Schwartz, McG e Bob DeLaurentis. Stephanie Savage e Allan Heinberg foram produtores co-executivos, com Loucas George creditado como produtor. Os roteiristas da equipe foram Schwartz, Savage, Heinberg, John Stephens, J.J. Philbin e Mike Kelley. Os diretores regulares ao longo da temporada foram Michael Lange, Ian Toynton, Michael Fresco e Tony Wharmby.

### Principais
• Peter Gallagher como Sandy Cohen
• Kelly Rowan como Kirsten Cohen
• Ben McKenzie como Ryan Atwood
• Mischa Barton como Marissa Cooper
• Adam Brody como Seth Cohen
• Melinda Clarke como Julie Cooper-Nichol
• Rachel Bilson como Summer Roberts
• Alan Dale como Caleb Nichol
• Tate Donovan como Jimmy Cooper (7 episódios)

### Recorrente
• Chris Carmack como Luke Ward
• Michael Cassidy como Zach Stevens
• Shannon Lucio como Lindsay Gardner 
• Olivia Wilde como Alex Kelly
• Amanda Righetti como Hailey Nichol 
• Michael Nouri como Neil Roberts
• Navi Rawat como Theresa Diaz
• Kim Oja como Taryn Baker
• Linda Lavin como Sophie Cohen 
• Logan Marshall-Green como Trey Atwood
• Billy Campbell como Carter Buckley
• Kim Delaney como Rebecca Bloom
• Johnny Messner como Lance Baldwin
• Tate Donovan como Jimmy Cooper (1 episódio)

## Recepção
A segunda temporada foi amplamente recebida como inferior à primeira, mas foi notado que isso pode ser um pouco injusto. O programa mudou para "quinta-feira ultra-competitiva", que Schwartz descreveu como "um verdadeiro voto de confiança [da] rede", mas muitos atribuídos coloca The O.C. contra Survivor, Joey e Will & Grace como parte do declínio da popularidade de O.C.. A mudança melhorou o desempenho da FOX no novo horário, mas perdeu os espectadores da série. A estréia da temporada atraiu 8,6 milhões de telespectadores, mas a média dos números diminuiu 30% em relação à temporada anterior, para 7 milhões.
Para a segunda temporada, o programa foi indicado para cinco Teen Choice Awards, vencendo quatro deles, incluindo o melhor drama. Também foi indicado para o People's Choice Awards na categoria Drama de Televisão Favorito. Kelly Rowan ganhou um PRISM Award por Performance in a Drama Series Episode, com Peter Gallagher também sendo indicado. Além disso, o final da temporada foi indicado ao prêmio TV Drama Series Episode. A introdução da personagem bissexual Alex, foi elogiada como "uma nova presença especialmente carismática", com o programa elogiado por sua manipulação de seu relacionamento lésbico com Marissa. No entanto Mischa Barton foi criticada por suas habilidades de atuação em interpretar Marissa, ao lado de outras falhas notáveis, incluindo "tramas sem sabor" e "novos personagens planos que não conseguiram atrair o interesse do público". A IGN acusou o movimento de reacender rapidamente o relacionamento de Ryan e Marissa e "repudiar abruptamente Alex e Lindsay, depois de torná-los uma grande parte do programa", mas elogiou a "história convincente centrada no irmão de Ryan, Trey, chegando à cidade, levando a um final de temporada muito dramático" Tate Donovan, que interpretou Jimmy, creditou uma queda na audiência para "o programa se afastando da dinâmica familiar para se concentrar mais nas crianças".

## Episódios
| N.º na série | N.º na temp. | Título                                                               | Dirigido por          | Escrito por                    | Exibição original       | Cód. de produção | Audiência (milhões) |
| --- | ------------ | -------------------------------------------------------------------- | --------------------- | ------------------------------ | ----------------------- | ---------------- | ------------------- |
| 28 | 1            | "The Distance" "A Distância"                                         | Ian Toynton           | Josh Schwartz                  | 4 de novembro de 2004   | 2T5101           | 8.56                |
| O verão está chegando ao fim e a vida de todos mudou. Ryan está trabalhando como pedreiro em Chino, enquanto Seth está morando em Portland com Luke e seu pai. Como ele não voltou pra casa, Sandy e Kirsten culpam um ao outro por isso. Marissa se entrega novamente ao álcool, sem que Julie desconfie. Summer investe em um novo amor. Caleb está prestes a falir e se afunda em dívidas.                                                          |              |                                                                      |                       |                                |                         |                  |                     |
| 29 | 2            | "The Way We Were" "Tudo Como Antes"                                  | Michael Lange         | Allan Heinberg                 | 11 de novembro de 2004  | 2T5102           | 8.08                |
| Seth e Ryan retornam para a escola e tentam reconquistar a atenção que já tiveram de Summer e Marissa. Hailey conta para Jimmy sobre os seus planos de ir embora e perseguir seu sonho de trabalhar com moda. Na esperança de mantê-la por perto, Jimmy faz algo inimaginável. Sandy explica para Julie que o promotor está vigiando Caleb, que acaba confrontando-o. E Julie ameaça Sandy para que ele faça algo sobre os problemas de Caleb.         |              |                                                                      |                       |                                |                         |                  |                     |
| 30 | 3            | "The New Kids on the Block" "Gente Nova no Pedaço"                   | Lev L. Spiro          | Stephanie Savage               | 18 de novembro de 2004  | 2T5103           | 7.42                |
| Seth consegue um emprego na Bait Shop e pede conselhos para sua chefe sobre como reconstruir seu relacionamento com Summer. Ryan tem uma série de contratempos com Lindsay, uma nova colega de classe. É as questões legais de Caleb ameaçam deixar Sandy e Kirsten desempregados. |              |                                                                      |                       |                                |                         |                  |                     |
| 31 | 4            | "The New Era" "A Nova Era"                                           | Michael Fresco        | J.J. Philbin                   | 2 de dezembro de 2004   | 2T5104           | 6.51                |
| Ryan e Seth vão a um encontro duplo para ver o show do The Killers no Bait Shop, o que terá resultados inesperados. Sandy é demitido do escritório de advocacia. Julie se vê sobrecarregada em seu novo papel como a presidente do Newport Group, é forçada a pedir a ajuda de Kirsten. |              |                                                                      |                       |                                |                         |                  |                     |
| 32 | 5            | "The SnO.C." "Baile de Inverno"                                      | Ian Toynton           | John Stephens                  | 9 de dezembro de 2004   | 2T5105           | 6.36                |
| O relacionamento de Summer com Seth estressa seu relacionamento com Zach. Ryan pede a Lindsay para ir ao Baile de Inverno, mas ela se recusa. Julie descobre sobre o relacionamento de Marissa e D.J. e pede conselhos a Jimmy. Sandy se aproxima da verdade que Caleb está escondendo. |              |                                                                      |                       |                                |                         |                  |                     |
| 33 | 6            | "The Chrismukkah That Almost Wasn't" "O Natanukká que Quase Não Foi" | Tony Wharmby          | Josh Schwartz                  | 16 de dezembro de 2004  | 2T5106           | 6.36                |
| Caleb está à beira de enfrentar uma grave prisão, mas Sandy diz a ele para confessar seu envolvimento com Renee, o que poderia destruir ambos os relacionamentos com Kirsten e o resto da família. Os sentimentos de Jimmy e Julie um pelo outro se aprofundam. |              |                                                                      |                       |                                |                         |                  |                     |
| 34 | 7            | "The Family Ties" "Laços de Família"                                 | Lesli Glatter         | Drew Greenberg & Josh Schwartz | 6 de janeiro de 2005    | 2T5107           | 7.95                |
| Ryan e Lindsay tentam manter seu relacionamento em segredo de Kirsten para evitar mais estranheza. Seth muda sua imagem na tentativa de impressionar Alex. Depois de perceber seu relacionamento com Julie só pode levar a problemas, Jimmy decide ir para Maui, e Marissa aparece bêbada em sua festa de despedida para confrontar seus pais. |              |                                                                      |                       |                                |                         |                  |                     |
| 35 | 8            | "The Power of Love" "O Poder do Amor"                                | Michael Lange         | John Stephens                  | 3 de janeiro de 2005    | 2T5108           | 7.86                |
| Sandy confronta Alex sobre seu relacionamento com Seth. Ryan e Lindsay tentam determinar o destino de seu relacionamento. Summer conhece a família de Zach. Julie confronta D.J. sobre seu relacionamento com Marissa, levando-o a sair da cidade. |              |                                                                      |                       |                                |                         |                  |                     |
| 36 | 9            | "The Ex-Factor" "O Fator "Ex""                                       | Michael Fresco        | J.J. Philbin                   | 20 de janeiro de 2005   | 2T5109           | 8.20                |
| Marissa convida Lindsay para uma noite das garotas, e ela acaba bêbada e Ryan acha que Marissa é culpada. O ex de Alex está na cidade e Seth está determinado a descobrir quem é. Julie e Kirsten colaboram para regenerar a imagem do Newport Group. |              |                                                                      |                       |                                |                         |                  |                     |
| 37 | 10           | "The Accomplice" "O Cúmplice"                                        | Ian Toynton           | Allan Heinberg                 | 27 de Janeiro de 2005   | 2T5110           | 8.41                |
| Ryan tenta convencer Lindsay a construir um relacionamento com Caleb. Seth e Zach se unem para criar uma história em quadrinhos. Sandy decide ajudar seu antigo professor de escola de direito a encontrar sua filha. Marissa encontra novas maneiras de se rebelar enquanto Julie está fora da cidade. |              |                                                                      |                       |                                |                         |                  |                     |
| 38 | 11           | "The Second Chance" "A Segunda Chance"                               | Tony Wharmby          | Drew Greenberg & Josh Schwartz | 3 de fevereiro de 2005  | 2T5111           | 7.25                |
| Kirsten organiza um jantar e convida Lindsay, Ryan e Caleb, mas o jantar resulta em um desastre. Sandy mantém a presença de Rebecca em Newport em segredo de Kirsten. Marissa e Alex se aproximam. Seth e Summer passam mais tempo juntos para trabalhar no gibi. |              |                                                                      |                       |                                |                         |                  |                     |
| 39 | 12           | "The Lonely Hearts Club" "O Clube dos Solitários"                    | Ian Toynton           | J.J. Philbin                   | 10 de fevereiro de 2005 | 2T5112           | 8.15                |
| Sandy tenta fazer as pazes com Kirsten depois que ela encontra Rebecca morando em seu escritório. Seth, Summer e Zach vão para San Diego para promover a ideia dos quadrinhos, mas Seth usa a viagem para tentar recuperar Summer. O relacionamento de Ryan com Lindsay é interrompido por seu relacionamento com Caleb. Julie está de volta à cidade e tenta se recuperar seu relacionamento com Marissa.                                             |              |                                                                      |                       |                                |                         |                  |                     |
| 40 | 13           | "The Father Knows Best" "Papai é Quem Sabe"                          | Michael Lange         | John Stephens                  | 17 de fevereiro de 2005 | 2T5113           | 7.80                |
| Sandy está ajudando o caso de Rebecca que atrapalha seu casamento. Caleb pede um teste de paternidade para Lindsay. Seth se preocupa quando Summer e Zach planejam uma viagem juntos. O novo relacionamento de Marissa com Alex se intensifica. |              |                                                                      |                       |                                |                         |                  |                     |
| 41 | 14           | "The Rainy Day Women" "Dia de Chuva"                                 | Michael Fresco        | Josh Schwartz                  | 24 de fevereiro de 2005 | 2T5114           | 7.23                |
| Ryan convence Lindsay a fazer o teste de paternidade, mas os resultados levam a problemas maiores para o relacionamento. Marissa diz a Julie sobre seu namoro com Alex. Seth tenta arranjar coragem para impedir Summer de ir para a Itália com Zach. Kirsten deixa óbvio para Sandy que Rebecca está atrapalhando o casamento deles. |              |                                                                      |                       |                                |                         |                  |                     |
| 42 | 15           | "The Mallpisode" "Passeio no Shopping"                               | Ian Toynton           | Stephanie Savage               | 10 de março de 2005     | 2T5115           | 7.66                |
| Seth consegue juntar Summer, Ryan e Marissa. Eles resolvem ser voluntários em uma caridade, mas acabam ficando presos dentro do shopping. Marissa começa a esconder as coisas de Alex quando ela passa uma noite com Ryan. Julie e Kirsten aguardam o novo editor da Newport Living, mas Julie se distrai quando seu ex-namorado, Lance, reaparece e a chantageia em troca de manter um segredo seu.                                                   |              |                                                                      |                       |                                |                         |                  |                     |
| 43 | 16           | "The Blaze of Glory" "O Brilho das Chamas"                           | Robert Duncan McNeill | Mike Kelley                    | 17 de março de 2005     | 2T5116           | 7.55                |
| O ciúme de Alex por Ryan fica no entre seu relacionamento com Marissa. Kirsten quer que Carter continue trabalhando com a revista. Julie procura a ajuda legal de Sandy. |              |                                                                      |                       |                                |                         |                  |                     |
| 44 | 17           | "The Brothers Grim" "Irmãos"                                         | Michael Lange         | J.J. Philbin                   | 24 de março de 2005     | 2T5117           | 8.60                |
| Trey, o irmão de Ryan, entra em contato com os Cohen, pois está saindo da prisão. Julie conta sobre o filme pornô a Kirsten e resolve pedir o dinheiro a Caleb. Zach volta de viagem contando que está namorando uma italiana. Ryan volta a desconfiar das atitudes de Trey e eles têm uma discussão. A festa de lançamento da revista de Julie é um fracasso, depois de transmitirem no telão parte de seu filme pornô.                               |              |                                                                      |                       |                                |                         |                  |                     |
| 45 | 18           | "The Risky Business" "Negócio Arriscado"                             | Norman Buckley        | Cory Martin                    | 7 de abril de 2005      | 2T5118           | 6.80                |
| Kirsten pede a Sandy que seja o anfitrião do leilão anual do clube de campo. Trey quer encontrar um lugar para morar. Marissa tenta ajudá-lo, dizendo que o apartamento de Alex está para alugar. Seth e Zach conseguem com Carter uma chance de publicar seus quadrinhos. Ryan descobre que Trey roubou um objeto do leilão para conseguir dinheiro do aluguel. Tentando concertar o erro, ele vai atrás da peça antes que todos no evento descubram. |              |                                                                      |                       |                                |                         |                  |                     |
| 46 | 19           | "The Rager" "Tumulto"                                                | Tony Wharmby          | John Stephens                  | 14 de abril de 2005     | 2T5119           | 7.05                |
| Marissa e Seth tentam convencer Ryan a se aproximar de Trey. Sandy conhece Carter e comenta com Kirsten que ele pode ser seu novo grande amigo, já que Jimmy foi embora. Seth e Zach conhecem a editora da empresa de quadrinhos. Lance volta a procurar Julie, mas para lembrar dos velhos tempos. Muita gente entra de penetra na festa na casa de Marissa com bebidas e drogas, o que acaba levando a um problema.                                  |              |                                                                      |                       |                                |                         |                  |                     |
| 47 | 20           | "The O.C. Confidential" "Orange County Confidencial"                 | Tony Wharmby          | Mike Kelley                    | 21 de abril de 2005     | 2T5120           | 7.05                |
| Trey é preso após o tumulto na casa de Marissa, acusado de traficar drogas. Summer ainda não desculpou Seth por mentir sobre a editora de quadrinhos. Ryan e Marissa acreditam na inocência de Trey e armam um plano com Sandy para inocentá-lo. Kirsten viaja a negócios com Carter. |              |                                                                      |                       |                                |                         |                  |                     |
| 48 | 21           | "The Return of the Nana" "A Volta da Vovó"                           | Ian Toynton           | Josh Schwartz                  | 28 de abril de 2005     | 2T5121           | 6.77                |
| Sandy, Seth e Ryan vão a Miami, Flórida, para visitar a Nana. Kisten não pode ir por causa do trabalho e fica sozinha para lidar com seus sentimentos confusos. Zach convida Summer para jantar. Trey interpreta erradamente a amizade de Marissa. |              |                                                                      |                       |                                |                         |                  |                     |
| 49 | 22           | "The Showdown" "Cartas na Mesa"                                      | Michael Fresco        | John Stephens                  | 5 de maio de 2005       | 2T5122           | 7.20                |
| Sandy confronta Kirsten quando os problemas com bebida se tornam aparentes. Marissa ainda está sentida por quase ter sido abusada sexualmente por Trey. Caleb entrega os papéis do divórcio a Julie, que fica desolada. Kirsten sofre um acidente. |              |                                                                      |                       |                                |                         |                  |                     |
| 50 | 23           | "The O.Sea" "Dilemas"                                                | Michael Lange         | J.J. Philbin                   | 12 de maio de 2005      | 2T5123           | 6.12                |
| Sandy toma atitudes drásticas com Kirsten em recueração. Seth e Zach discutem sobre quem deve levar Summer para a festa de formatura e quem vai receber George Lucas para o jantar. Julie desiste de envenenar Caleb, mas Caleb tem um ataque cardiaco e acaba morrendo na piscina. |              |                                                                      |                       |                                |                         |                  |                     |
| 51 | 24           | "The Dearly Beloved" "Família Querida"                               | Ian Toynton           | Josh Schwartz                  | 19 de maio de 2005      | 2T5124           | 7.63                |
| A morte de Caleb leva Kirsten ao fundo do poço, forçando Sandy a colocar seu casamento em risco para ajudá-la. Seth e Summer reacendem o relacionamento deles. Ryan descobre que Trey tentou abusar de Marissa e vai até a casa do irmão pedir satisfação, eles acabam brigando e Trey está a ponto de matar Ryan, quando Marissa pega uma arma e atira nele.                                                                                          |              |                                                                      |                       |                                |                         |                  |                     |

## Lançamento em DVD
O lançamento em DVD da segunda temporada foi lançado pela Warner Bros. nos Estados Unidos em 23 de agosto de 2005, depois de ter terminado a transmissão na televisão. Além de todos os episódios da temporada, o lançamento em DVD inclui material bônus, incluindo erros de gravação, comentário em áudio e um featurette de moda.